# Тіссая де Вріс
Тіссая де Вріс (пол. Tissaia de Vries) — персонаж літературного циклу «Відьмак» польського письменника Анджея Сапковського, чародійка.

## Біографія
У книгах Сапковського Тіссая де Вріс — чародійка, одна з перших випускниць чародійської школи в Аретузі і одна з найстаріших чародійок світу (прожила близько 500 років). Тіссая довгий час була ректором Школи в Аретузі, входила в Капітул, стала архімагістром. Дотримувалася суворих принципів, в числі яких — нейтральна позиція в політичних питаннях і мирне співіснування з іншими расами. Стала ініціатором рішення про стерилізацію всіх адепток Школи магії в Аретузі щоб уникнути мутацій при спадковій передачі магічних здібностей. Підозрювала Вільгефорца в інтригах, спрямованих проти Ордену магів. Незважаючи на це, під час бунту на Танедді з солідарності з колегами взяла під захист Вільгефорца і Францеску Фіндабаір, коли ті були взяті під варту реданцями. Розгнівавшись через чвари всередині Ордену, Тіссая де Вріе зняла захисні заклинання з острова і відкрила, таким чином, дорогу «білкам». Почалося зіткнення, яке коштувало життя багатьом магам і поклало кінець існуванню Капітулу і Ради. Усвідомивши свою помилку, Тіссая покінчила з собою.

## У серіалах
В американському серіалі «Відьмак», перший сезон якого вийшов на екрани в грудні 2019 року, Тіссаю де Вріс зіграла Міанна Бьорінг. Цей персонаж вперше з'являється у другому епізоді, «Чотири марки».
1. ↑  The Witcher (TV Series 2019– ) - Full cast & crew - IMDb (амер.). Процитовано 14 травня 2025 — через m.imdb.com.